# Liffe 2018
29. ljubljanski mednarodni filmski festival je potekal od 7. do 18. novembra 2018 s prizorišči v Ljubljani (Cankarjev dom − Linhartova in Kosovelova dvorana, Kinodvor, Slovenska kinoteka, Kino Komuna in Kino Šiška), Mariboru (MariBOX kino), Celju (Mestni kino Metropol Celje) in Novem mestu (Anton Podbevšek teater).
Otvoritveni film je bil Poj mi pesem Mirana Zupaniča, zaključni pa Zimske muhe Olma Omerzuja.

## 29. LIFFe v številkah
- 97 celovečernih in 15 kratkih filmov iz 52 držav
- 291 projekcij (24 v Mariboru, 8 v Celju, 5 v Novem mestu)
- 43.000 izdanih vstopnic
- 43 razprodanih projekcij
- 45 gostov
- 39 pogovorov s filmskimi ustvarjalci[1]

## Nagrade
- vodomec: nagrada režiserju najboljšega filma iz sklopa Perspektive po izboru mednarodne žirije (podeljuje glavni pokrovitelj Telekom Slovenije)
- nagrada FIPRESCI: nagrada mednarodne žirije svetovnega združenja filmskih kritikov in novinarjev
- nagrada za najboljši kratki film
- zmaj: nagrada občinstva, za katero se potegujejo filmi, ki še nimajo distribucijske licence za Slovenijo
- nagrada mladinske žirije Kinotrip: zanjo se poteguje 5 filmov z mladinsko tematiko − Matangi/Maya/M.I.A., Dekle, Jezdec, Molitev, Ne puščaj sledov
- nagrada za najboljši film 360° po izboru žirije in občinstva

| Nagrada                           | Film                         | Režiser             |
| --------------------------------- | ---------------------------- | ------------------- |
| vodomec                           | Bojevnica / Kona fer í stríð | Benedikt Erlingsson |
| FIPRESCI                          | Stiks / Styx                 | Wolfgang Fischer    |
| najboljši kratki film             | Matria                       | Álvaro Gago Díaz    |
| zmaj                              | Aga                          | Milko Lazarov       |
| nagrada mladinske žirije Kinotrip | Jezdec / The Rider           | Chloé Zhao          |
| Posebne omembe                    |                              |                     |
| vodomec                           | Ne bom več luzerka           | Urša Menart         |
| vodomec                           | Tovor / Teret                | Ognjen Glavonić     |
| najboljši kratki film             | Celica                       | Dušan Kastelic      |

Zmaj
Za nagrado občinstva se je potegovalo 24 filmov:
- Aga – 4,66
- Smrt v enem kadru – 4,62
- Sarah in Saleem: Prepovedana ljubezen – 4,57
- Mehko blato – 4,57
- Matangi/Maya/M.I.A. – 4,57
- Poletne ptice – 4,42
- Mala bela laž – 4,37
- Kristalni labod – 4,34
- Prevajalec – 4,32
- Divja hruška – 4,31
- Dede – 4,30
- Molitev – 4,09

- Dovlatov – 4,06
- Reka – 4,04
- Grozna mama – 3,98
- Dnevnik mojih misli – 3,97
- Petra – 3,93
- Mandy – 3,92
- Dedinji – 3,89
- Donbas – 3,85
- Rdeče – 3,62
- Ederlezi vzhaja – 3,59
- Sočutje – 3,50
- Iz oči v oči – 3,49

Sestava žirij
- vodomec
  -  Klaus Eder
  -  Jurica Pavičić
  -  Ida Weiss
- nagrada za najboljši kratki film
  -  Igor Bezinović
  -  Tanja Hladnik
  -  Milan Stojanović
- FIPRESCI
  -  Robert Horton
  -  Kristína Kúdelová
  -  Jasmina Šepetavc
- Kinotripova mladinska žirija
  - Aleš Belšak
  - Tina Jančič
  - Sara Janežič
  - Ema Paš
  - Ajda Rudolf

## Filmski program
Programski sklopi
- Perspektive: uradni tekmovalni sklop novih režiserjev za nagrado vodomec
- Predpremiere: filmi, odkupljeni za predvajanje v Sloveniji
- Kralji in kraljice: dela prepoznavnih in nagrajevanih mojstrov sodobnega filma
- Panorama svetovnega filma: festivalski favoriti s petih celin
- Fokus: Vzhod-severovzhod
- Ekstravaganca: t. i. polnočni kino, ki prinaša raznovrstne, drznejše in žgečkljive vsebine
- Kinobalon: samostojen sklop za gledalce od 7. do 14. leta
- Posvečeno: Christian Petzold
- Retrospektiva: Češki novi val
- Evropa/Svet na kratko: tekmovalni program kratkega filma

### Perspektive
| Film                                         | Izvirni naslov                               | Režija              | Država                                          | Leto |
| -------------------------------------------- | -------------------------------------------- | ------------------- | ----------------------------------------------- | ---- |
| 112                                          | Den skyldige / The Guilty                    | Gustav Möller       | Danska                                          | 2018 |
| Bojevnica                                    | Kona fer í stríð / Woman at War              | Benedikt Erlingsson | Islandija, Francija, Ukrajina                   | 2018 |
| Dedinji                                      | Las Herederas / The Heiresses                | Marcelo Martinessi  | Paragvaj, Nemčija, Urugvaj, Brazilija, Francija | 2018 |
| Hannah                                       | Hannah                                       | Andrea Pallaoro     | Italija, Francija, Belgija                      | 2017 |
| Jezdec                                       | The Rider                                    | Chloé Zhao          | ZDA                                             | 2017 |
| Mala bela laž                                | La Mentirita Blanca / Little White Lie       | Tomás Alzamora      | Čile                                            | 2017 |
| Ne bom več luzerka / My Last Year as a Loser | Ne bom več luzerka / My Last Year as a Loser | Urša Menart         | Slovenija                                       | 2018 |
| Stiks                                        | Styx                                         | Wolfgang Fischer    | Nemčija, Avstrija                               | 2018 |
| Tovor                                        | Teret / The Load                             | Ognjen Glavonić     | Srbija, Francija, Hrvaška, Iran, Katar          | 2018 |
| Zdravilec                                    | Isčelitel / Secret Ingredient                | Gjorce Stavreski    | Makedonija                                      | 2017 |

### Predpremiere
| Film                                 | Izvirni naslov                       | Režija               | Država                                        | Leto |
| ------------------------------------ | ------------------------------------ | -------------------- | --------------------------------------------- | ---- |
| Dekle                                | Girl                                 | Lukas Dhont          | Belgija, Nizozemska                           | 2018 |
| Dogman                               | Dogman                               | Matteo Garrone       | Italija, Francija                             | 2018 |
| Dvojna življenja                     | Doubles vies / Non-Fiction           | Olivier Assayas      | Francija                                      | 2018 |
| Hči moja                             | Figlia mia / Daughter of Mine        | Laura Bispuri        | Italija, Nemčija, Švica                       | 2018 |
| Hiša, ki jo je zgradil Jack          | The House That Jack Built            | Lars von Trier       | Danska, Francija, Nemčija, Švedska            | 2018 |
| Kafarnaum                            | Capharnaüm / Capernaum               | Nadine Labaki        | Libanon, Francija                             | 2018 |
| Marguerite Duras: Spomini na vojno   | La douleur / Memoir of War           | Emmanuel Finkiel     | Francija, Belgija, Švica                      | 2017 |
| Med policami                         | In den Gängen / In the Aisles        | Thomas Stuber        | Nemčija                                       | 2018 |
| Mektoub, ljubezen moja               | Mektoub, My Love: Canto Uno          | Abdellatif Kechiche  | Francija, Italija                             | 2017 |
| Obraz                                | Twarz / Mug                          | Małgorzata Szumowska | Poljska                                       | 2018 |
| Oni                                  | Loro                                 | Paolo Sorrentino     | Italija, Francija                             | 2018 |
| Poj mi pesem                         | Poj mi pesem                         | Miran Zupanič        | Slovenija                                     | 2018 |
| Srečen kot Lazzaro                   | Lazzaro felice / Happy as Lazzaro    | Alice Rohrwacher     | Italija, Švica, Francija, Nemčija             | 2018 |
| Stotnik                              | Der Hauptmann / The Captain          | Robert Schwentke     | Nemčija, Francija, Poljska, Portugalska       | 2017 |
| Tatiči                               | Manbiki kazoku / Shoplifters         | Hirokazu Kore-eda    | Japonska                                      | 2018 |
| Tranzit                              | Transit                              | Christian Petzold    | Nemčija, Francija                             | 2018 |
| Utoya – 22. julija                   | Utoya 22. juli / Utoya - July 22     | Erik Poppe           | Norveška                                      | 2018 |
| Zaton                                | Napszállta / Sunset                  | László Nemes         | Madžarska, Francija                           | 2018 |
| Zgodovina ljubezni / History of Love | Zgodovina ljubezni / History of Love | Sonja Prosenc        | Slovenija, Italija, Norveška                  | 2018 |
| Zimske muhe                          | Všechno bude / Winter Flies          | Olmo Omerzu          | Češka, Slovenija, Poljska, Francija, Slovaška | 2018 |

### Kralji in kraljice
| Film | Izvirni naslov | Režija                        | Država                                        | Leto |
| --- | --- | ----------------------------- | --------------------------------------------- | ---- |
| Divja hruška | Ahlat Agaci / Wild Pear Tree | Nuri Bilge Ceylan             | Turčija, Makedonija, BiH, Nemčija             | 2018 |
| Dnevnik mojih misli | Journal de ma tête / Shock Waves – Diary of My Mind | Ursula Meier                  | Švica, Francija                               | 2017 |
| Dovlatov | Dovlatov | Aleksej German ml.            | Rusija, Poljska, Srbija                       | 2018 |
| Knjiga slik | Le Livre d'image / The Image Book | Jean-Luc Godard               | Švica, Francija                               | 2018 |
| Molitev | La prière / The Prayer | Cédric Kahn                   | Francija                                      | 2018 |
| Najljubša | The Favourite | Yorgos Lanthimos              | VB, Irska, ZDA                                | 2018 |
| Naprej | Continuer / Keep Going | Joachim Lafosse               | Belgija, Francija                             | 2018 |
| Pepel je snežno bel | Jiang hu er nv / Ash Is Purest White | Jia Zhang-ke                  | Kitajska, Francija, Japonska                  | 2018 |
| Poletje | Leto / Summer | Kiril Serebrenikov            | Rusija, Francija                              | 2018 |
| Poletne ptice | Pajaros de verano / Birds of Passage | Ciro Guerra, Cristina Gallego | Kolumbija, Danska, Mehika                     | 2018 |
| Požiganje | Beoning / Burning | Lee Chang-dong                | Južna Koreja, Japonska                        | 2018 |
| Trije obrazi | Se rokh / Three Faces | Jafar Panahi                  | Iran                                          | 2018 |
| Videnje | Vision | Naomi Kawase                  | Japonska, Francija                            | 2018 |
| Visoka družba | High Life | Claire Denis                  | Francija, Nemčija, VB, ZDA, Poljska           | 2018 |
| Vseeno mi je, če bomo v zgodovino zapisani kot barbari / Îmi este indiferent daca în istorie vom intra ca barbari / I Do Not Care If We Go Down in History as Barbarians | Vseeno mi je, če bomo v zgodovino zapisani kot barbari / Îmi este indiferent daca în istorie vom intra ca barbari / I Do Not Care If We Go Down in History as Barbarians | Radu Jude                     | Romunija, Nemčija, Bolgarija, Francija, Češka | 2018 |

### Panorama
| Film                                  | Izvirni naslov                                    | Režija            | Država                                              | Leto |
| ------------------------------------- | ------------------------------------------------- | ----------------- | --------------------------------------------------- | ---- |
| Aga                                   | Aga                                               | Milko Lazarov     | Bolgarija, Nemčija, Francija                        | 2018 |
| Asako I & II                          | Netemo sametemo                                   | Ryusuke Hamaguchi | Japonska, Francija                                  | 2018 |
| Divje življenje                       | Wildlife                                          | Paul Dano         | ZDA                                                 | 2018 |
| Druga stran vsega                     | Druga strana svega / The Other Side of Everything | Mila Turajlić     | Srbija, Francija                                    | 2017 |
| Iz oči v oči                          | Person to Person                                  | Dustin Guy Defa   | ZDA                                                 | 2017 |
| Ljubljeni                             | Benzinho / Loveling                               | Gustavo Pizzi     | Brazilija, Urugvaj, Nemčija                         | 2018 |
| Matangi/Maya/M.I.A.                   | Matangi/Maya/M.I.A.                               | Steve Loveridge   | VB, ZDA                                             | 2018 |
| Meja                                  | Gräns / Border                                    | Ali Abbasi        | Švedska, Danska                                     | 2018 |
| Ne puščaj sledov                      | Leave No Trace                                    | Debra Granik      | ZDA                                                 | 2018 |
| Petra                                 | Petra                                             | Jaime Rosales     | Španija, Francija, Danska                           | 2018 |
| Prevajalec                            | Tlmočník / The Interpreter                        | Martin Šulík      | Slovaška, Češka, Avstrija                           | 2018 |
| Rdeče                                 | Rojo                                              | Benjamín Naishtat | Argentina, Brazilija, Francija, Nemčija, Nizozemska | 2018 |
| Sarah in Saleem: Prepovedana ljubezen | The Reports on Sarah and Saleem                   | Muayad Alayan     | Palestina, Nizozemska, Nemčija                      | 2018 |
| Sočutje                               | Pity                                              | Babis Makridis    | Grčija, Poljska                                     | 2018 |

### Fokus: Vzhod-severovzhod
| Film            | Izvirni naslov               | Režija           | Država                                            | Leto |
| --------------- | ---------------------------- | ---------------- | ------------------------------------------------- | ---- |
| Dede            | Dede                         | Mariam Hačvani   | Gruzija, Hrvaška, VB, Irska, Nizozemska           | 2017 |
| Donbas          | Donbass                      | Sergej Loznica   | Ukrajina, Nemčija, Francija, Nizozemska, Romunija | 2018 |
| Grozna mama     | Sashishi deda / Scary Mother | Ana Urušadze     | Gruzija, Estonija                                 | 2017 |
| Kentaver        | Centaur                      | Aktan Arim Kubat | Kirgizija, Nizozemska, Nemčija, Francija          | 2017 |
| Kristalni labod | Hrustal / Crystal Swan       | Darja Žuk        | Belorusija, Rusija, Nemčija, ZDA                  | 2018 |
| Mehko blato     | Es esmu seit / Mellow Mud    | Renars Vimba     | Latvija                                           | 2016 |
| Reka            | Ozen / The River             | Emir Baigazin    | Kazahstan, Poljska, Norveška                      | 2018 |

### Ekstravaganca
| Film              | Izvirni naslov                            | Režija           | Država            | Leto |
| ----------------- | ----------------------------------------- | ---------------- | ----------------- | ---- |
| Ederlezi vzhaja   | Ederlezi Rising                           | Lazar Bodroža    | Srbija            | 2018 |
| Mandy             | Mandy                                     | Panos Cosmatos   | Belgija, ZDA      | 2018 |
| Maščevanje        | Revenge                                   | Coralie Fargeat  | Francija, Belgija | 2017 |
| Smrt v enem kadru | Kamera o tomeru na! / One Cut of the Dead | Shin'ichirô Ueda | Japonska          | 2017 |
| Suspiria          | Suspiria                                  | Luca Guadagnino  | Italija, ZDA      | 2018 |
| Vrhunec           | Climax                                    | Gaspar Noé       | Francija, Belgija | 2018 |

### Kinobalon
| Film                              | Izvirni naslov                                                     | Režija                                   | Država                       | Leto |
| --------------------------------- | ------------------------------------------------------------------ | ---------------------------------------- | ---------------------------- | ---- |
| 100% Coco                         | 100% Coco                                                          | Tessa Schram                             | Nizozemska                   | 2017 |
| Gordon in Paddy                   | Gordon and Paddy                                                   | Linda Hambäck                            | Švedska                      | 2017 |
| Kapitan Morten in kraljica pajkov | Kapten Morten lollide laeval / Captain Morten and the Spider Queen | Kaspar Jancis, Henry Nicholson, Riho Unt | Estonija, Belgija, Irska, VB | 2018 |
| Piškujeve sanje                   | Halkaa / Picku's Dream                                             | Nila Madhab Panda                        | Indija                       | 2018 |
| Vojne igrice                      | Krig / The War Game                                                | Goran Kapetanović                        | Švedska                      | 2017 |
| Wallay                            | Wallay                                                             | Berni Goldblat                           | Francija, Burkina Faso       | 2017 |

### Posvečeno: Christian Petzold
| Film         | Izvirni naslov                            | Režija            | Država            | Leto |
| ------------ | ----------------------------------------- | ----------------- | ----------------- | ---- |
| Barbara      | Barbara                                   | Christian Petzold | Nemčija           | 2012 |
| Duhovi       | Gespenster / Ghosts                       | Christian Petzold | Nemčija, Francija | 2005 |
| Jerichow     | Jerichow                                  | Christian Petzold | Nemčija           | 2008 |
| Notranji mir | Die innere Sicherheit / The State I Am In | Christian Petzold | Nemčija           | 2000 |
| Phoenix      | Phoenix                                   | Christian Petzold | Nemčija, Poljska  | 2014 |
| Yella        | Yella                                     | Christian Petzold | Nemčija           | 2007 |

### Retrospektiva: Češki novi val
| Film                               | Izvirni naslov                                   | Režija            | Država        | Leto |
| ---------------------------------- | ------------------------------------------------ | ----------------- | ------------- | ---- |
| Črni Peter                         | Cerny Petr / Black Peter                         | Miloš Forman      | Češkoslovaška | 1964 |
| Ecce homo Homolka / Behold Homolka | Ecce homo Homolka / Behold Homolka               | Jaroslav Papoušek | Češkoslovaška | 1970 |
| Gori, gospodična                   | Hori, má panenko / The Firemen's Ball            | Miloš Forman      | Češkoslovaška | 1967 |
| Intimna svetloba                   | Intimní osvetlení / Intimate Lighting            | Ivan Passer       | Češkoslovaška | 1965 |
| Marjetice                          | Sedmikrásky / Daisies                            | Vera Chytilová    | Češkoslovaška | 1966 |
| Muhasto poletje                    | Rozmarné léto / Capricious Summer                | Jiří Menzel       | Češkoslovaška | 1968 |
| Najlepša doba                      | Nejkrásnejsí vek / The Most Beautiful Age        | Jaroslav Papoušek | Češkoslovaška | 1968 |
| O slavnosti in gostih              | O slavnosti a hostech / The Party and the Guests | Jan Němec         | Češkoslovaška | 1966 |
| Plavolaskine ljubezni              | Lásky jedné plavovlásky / Loves of a Blonde      | Miloš Forman      | Češkoslovaška | 1965 |
| Strogo nadzorovani vlaki           | Ostre sledované vlaky / Closely Watched Trains   | Jiří Menzel       | Češkoslovaška | 1966 |
| Šala                               | Žert / The Joke                                  | Jaromil Jireš     | Češkoslovaška | 1969 |
| Uho                                | Ucho / The Ear                                   | Karel Kachyňa     | Češkoslovaška | 1970 |
| Upepeljevalec                      | Spalovač mrtvol / Cremator                       | Juraj Herz        | Češkoslovaška | 1969 |

### Evropa na kratko
| Film | Izvirni naslov | Režija                             | Država              | Leto | Dolžina |
| --- | --- | ---------------------------------- | ------------------- | ---- | ------- |
| I. sklop | |                                    |                     |      |         |
| Tresavica | Drzenia / Tremors | Dawid Bodzak                       | Poljska             | 2018 | 22'     |
| Ponovitve | Reruns | Rosto                              | Francija, Belgija   | 2018 | 14'     |
| Mravljiščna dekleta | Meninas Formicida / Ant Killers | João Paulo Miranda María           | Francija, Brazilija | 2017 | 13'     |
| Poišči popravi pokončaj | Find Fix Finish | Mila Zhluktenko, Sylvain Cruiziat  | Nemčija             | 2017 | 20'     |
| Mirovnik | The Peacekeeper | Pierre Edouard Dumora              | Francija            | 2017 | 19'     |
| II. sklop | |                                    |                     |      |         |
| Vse, kar si lahko predstavljam | Tudo o que imagino / All I Imagine | Leonor Noivo                       | Portugalska         | 2017 | 32'     |
| Celica / The Box | Celica / The Box | Dušan Kastelic                     | Slovenija           | 2017 | 12'     |
| Matria | Matria | Álvaro Gago Díaz                   | Španija             | 2017 | 21'     |
| Dvojnik | Doppelgänger | Michaela Taschek                   | Nemčija             | 2017 | 20'     |
| Val | Wave | Benjamin Cleary, TJ O'Grady Peyton | Irska               | 2017 | 14'     |
| III. sklop | |                                    |                     |      |         |
| Flores | Flores | Jorge Jácome                       | Portugalska         | 2017 | 27'     |
| Prah | Proch / Dust | Radej Jakub                        | Poljska             | 2017 | 25'     |
| Vrnitev | Retour / Return | Pang-Chuan Huang                   | Francija            | 2017 | 20'     |
| Oprostite, iščem sobo za namizni tenis in svoje dekle / Entschuldigung, ich suche den Tischtennisraum und meine Freundin / Excuse Me, I'm Looking for the Ping-pong Room and My Girlfriend | Oprostite, iščem sobo za namizni tenis in svoje dekle / Entschuldigung, ich suche den Tischtennisraum und meine Freundin / Excuse Me, I'm Looking for the Ping-pong Room and My Girlfriend | Bernhard Wenger                    | Avstrija, Nemčija   | 2018 | 23'     |
| Vse | Everything | David O'Reilly                     | ZDA, Irska          | 2017 | 11'     |

## Spremljevalni program in gostje
- MAF – Mad About Film: Enostavno nori na film, seminar o filmu
- delavnici Filmska kritika in Scenaristika
- Posledice: predstavitev nastajanja filma
- Filmska delavnica in Delavnica animiranega filma, otroški delavnici
- filmska nagrada LUX
- Kakšen art kino potrebujemo, strokovni seminar
- Podoba – Glasba, mednarodni tekmovalni program glasbenih videospotov − javna predstavitev najboljših videospotov leta
- Srečanje Prodornih producentov in Wima Vanackerja
- Kratka scena, scenaristična delavnica za kratki film
- Filmski kotiček Telekoma Slovenije
- Festivalsko središče
- MMC premiera (Matangi/Maya/M.I.A.) s sledečim pogovorom

Gosti
- Boris Kamorzin, igralec, Donbass
- Christian Petzold, režiser, sekcija Posvečeno
- Georgina Chriskioti, igralka, Sočutje
- Nata Murvanidze, glavna igralka, Grozna mama
- Michaela Taschek, režiserka, kratki film Dvojnik
- Pierre Edouard Dumora, režiser, kratki film Mirovnik
- Darja Žuk, režiserka, Kristalni labod
- Aydın Doğu Demirkol, glavni igralec, Divja hruška
- Simeon Vencislavov, scenarist, Aga
- Jakub Radej, režiser, kratki film Prah
- Tamara Krcunović, igralka, Tovor
- Gustavo Pizzi, režiser, Ljubljeni
- Tomás Alzamora Muñoz, režiser, Mala bela laž
- Jessica Dinnage, igralka, 112
- Marcelo Martinessi, režiser, Dedinji
- Renars Vimba, režiser, Mehko blato
- Gjorce Stavreski, režiser, Zdravilec
- Agnieszka Podsiadlik, glavna igralka, Obraz
- Natia Vibljani, glavna igralka, Dede
- Sopiko Čarkvjani, igralka, Dede
- Lazar Bodroža, režiser, Ederlezi vzhaja
- Ognjen Glavonić, režiser, Tovor
- Tomáš Mrvík, igralec, Zimske muhe
- Jan František Uher, igralec, Zimske muhe
- Jiří Konečný, producent, Zimske muhe
- Marianne Slot Nielsen, producentka, Bojevnica
- Olmo Omerzu, režiser, Zimske muhe
- Milan Marić, glavni igralec, Dovlatov
- ustvarjalci filma Zgodovina ljubezni, režiserka Sonja Prosenc
- ustvarjalci filma Poj mi pesem, V. Kreslin, režiser Miran Zupanič
- ustvarjalci filma Ne bom več luzerka, režiserka Urša Menart